# Anthems of Rebellion
 (mai 2017).
Si vous disposez d'ouvrages ou d'articles de référence ou si vous connaissez des sites web de qualité traitant du thème abordé ici, merci de compléter l'article en donnant les références utiles à sa vérifiabilité et en les liant à la section « Notes et références ».
Albums de Arch Enemy
Burning Angel (EP)
(2002) Dead Eyes See No Future (EP)
(2004)
Singles
1. We Will Rise
Sortie : 2003
2. Dead Eyes See No Future
Sortie : 2 novembre 2004

Anthems of Rebellion est le cinquième album studio du groupe de death metal mélodique suédois Arch Enemy, sorti en 2003.

## Présentation
Une vidéo musicale est produite pour le single We Will Rise, qui a une diffusion modérée dans l'émission de télévision musicale consacrée au heavy metal (diffusée par différentes chaînes du réseau MTV) Headbanger's Ball et Uranium (en).
Une vidéo est également réalisée pour Dead Eyes See No Future qui se compose d'une prestation en live. Cette chanson apparaît également sur la bande originale du film Alone in the Dark (2005).
Dans de nombreuses régions, un DVD bonus est fourni avec l'édition originale du CD. Les morceaux inclus dans cette édition digipack sont trois chansons enregistrées en live lors de la tournée Wages of Sin (2002) avec Angela Gossow au chant ainsi que trois mixes Dolby Digital 5.1 de chansons du nouvel album.

## Liste des titres
| Disque 1 | Disque 1                    | Disque 1             | Disque 1                                  | Disque 1 | Disque 1 | Disque 1 | Disque 1 | Disque 1 | Disque 1 |
| No       | Titre                       | Paroles              | Musique                                   | Durée    |          |          |          |          |          |
| -------- | --------------------------- | -------------------- | ----------------------------------------- | -------- | -------- | -------- | -------- | -------- | -------- |
| 1.       | Tear Down the Walls         | Intro - Instrumental | Michael Amott                             | 0:32     |          |          |          |          |          |
| 2.       | Silent Wars                 | Angela Gossow        | Christopher Amott, M. Amott               | 4:14     |          |          |          |          |          |
| 3.       | We Will Rise                | M. Amott             | C. Amott, M. Amott                        | 4:06     |          |          |          |          |          |
| 4.       | Dead Eyes See No Future     | Gossow, M. Amott     | C. Amott, M. Amott                        | 4:14     |          |          |          |          |          |
| 5.       | Instinct                    | M. Amott             | M. Amott                                  | 3:36     |          |          |          |          |          |
| 6.       | Leader of the Rats          | Gossow, M. Amott     | C. Amott, M. Amott, Sharlee D'Angelo (en) | 4:20     |          |          |          |          |          |
| 7.       | Exist to Exit               | Gossow, M. Amott     | C. Amott, Daniel Erlandsson, M. Amott     | 5:22     |          |          |          |          |          |
| 8.       | Marching on a Dead End Road | Instrumental         | C. Amott                                  | 1:16     |          |          |          |          |          |
| 9.       | Despicable Heroes           | Gossow               | Erlandsson, M. Amott                      | 2:12     |          |          |          |          |          |
| 10.      | End of the Line             | M. Amott             | C. Amott, M. Amott                        | 3:35     |          |          |          |          |          |
| 11.      | Dehumanization              | Gossow               | M. Amott                                  | 4:15     |          |          |          |          |          |
| 12.      | Anthem                      | Instrumental         | M. Amott                                  | 0:56     |          |          |          |          |          |
| 13.      | Saints and Sinners          | Gossow, M. Amott     | M. Amott                                  | 4:41     |          |          |          |          |          |
| 43:27    |                             |                      |                                           |          |          |          |          |          |          |

| Disque 2 : DVD-Audio bonus (édition digipack) | Disque 2 : DVD-Audio bonus (édition digipack) | Disque 2 : DVD-Audio bonus (édition digipack) | Disque 2 : DVD-Audio bonus (édition digipack) | Disque 2 : DVD-Audio bonus (édition digipack) | Disque 2 : DVD-Audio bonus (édition digipack) | Disque 2 : DVD-Audio bonus (édition digipack) | Disque 2 : DVD-Audio bonus (édition digipack) | Disque 2 : DVD-Audio bonus (édition digipack) | Disque 2 : DVD-Audio bonus (édition digipack) |
| No                                            | Titre                                         | Paroles                                       | Musique                                       | Durée                                         |                                               |                                               |                                               |                                               |                                               |
| --------------------------------------------- | --------------------------------------------- | --------------------------------------------- | --------------------------------------------- | --------------------------------------------- | --------------------------------------------- | --------------------------------------------- | --------------------------------------------- | --------------------------------------------- | --------------------------------------------- |
|                                               | Live from the "Wages of Sin" Campaign 2002    |                                               |                                               |                                               |                                               |                                               |                                               |                                               |                                               |
| 1.                                            | Lament of a Mortal Soul                       |                                               |                                               | 4:34                                          |                                               |                                               |                                               |                                               |                                               |
| 2.                                            | Behind the Smile                              | M. Amott                                      | C. Amott, M. Amott                            | 3:23                                          |                                               |                                               |                                               |                                               |                                               |
| 3.                                            | Diva Satanica                                 | M. Amott                                      | C. Amott, M. Amott                            | 4:10                                          |                                               |                                               |                                               |                                               |                                               |
|                                               | 'Dolby Digital 5.1 DTS Mixes'                 |                                               |                                               |                                               |                                               |                                               |                                               |                                               |                                               |
| 4.                                            | Exist to Exit                                 | Gossow, M. Amott                              | C. Amott, Erlandsson, M. Amott                | 5:22                                          |                                               |                                               |                                               |                                               |                                               |
| 5.                                            | Leader of the Rats                            | Gossow, M. Amott                              | C. Amott, D'Angelo, M. Amott                  | 4:22                                          |                                               |                                               |                                               |                                               |                                               |
| 6.                                            | Dead Eyes See No Future                       | Gossow, M. Amott                              | C. Amott, M. Amott                            | 4:15                                          |                                               |                                               |                                               |                                               |                                               |
| 26:06                                         |                                               |                                               |                                               |                                               |                                               |                                               |                                               |                                               |                                               |

### Réédition 2012
Disque 2 - Live Tracks
| Metal for the Masses: 25 Alive! - Édition limitée 2×CD (30 décembre 2012) | Metal for the Masses: 25 Alive! - Édition limitée 2×CD (30 décembre 2012) | Metal for the Masses: 25 Alive! - Édition limitée 2×CD (30 décembre 2012) | Metal for the Masses: 25 Alive! - Édition limitée 2×CD (30 décembre 2012) | Metal for the Masses: 25 Alive! - Édition limitée 2×CD (30 décembre 2012) | Metal for the Masses: 25 Alive! - Édition limitée 2×CD (30 décembre 2012) | Metal for the Masses: 25 Alive! - Édition limitée 2×CD (30 décembre 2012) | Metal for the Masses: 25 Alive! - Édition limitée 2×CD (30 décembre 2012) | Metal for the Masses: 25 Alive! - Édition limitée 2×CD (30 décembre 2012) | Metal for the Masses: 25 Alive! - Édition limitée 2×CD (30 décembre 2012) |
| No                                                                        | Titre                                                                     | Durée                                                                     |                                                                           |                                                                           |                                                                           |                                                                           |                                                                           |                                                                           |                                                                           |
| ------------------------------------------------------------------------- | ------------------------------------------------------------------------- | ------------------------------------------------------------------------- | ------------------------------------------------------------------------- | ------------------------------------------------------------------------- | ------------------------------------------------------------------------- | ------------------------------------------------------------------------- | ------------------------------------------------------------------------- | ------------------------------------------------------------------------- | ------------------------------------------------------------------------- |
| 1.                                                                        | Silent Wars                                                               | 4:42                                                                      |                                                                           |                                                                           |                                                                           |                                                                           |                                                                           |                                                                           |                                                                           |
| 2.                                                                        | Dead Eyes See No Future                                                   | 5:55                                                                      |                                                                           |                                                                           |                                                                           |                                                                           |                                                                           |                                                                           |                                                                           |
| 3.                                                                        | Bury Me an Angel                                                          | 4:23                                                                      |                                                                           |                                                                           |                                                                           |                                                                           |                                                                           |                                                                           |                                                                           |
| 4.                                                                        | Instinct                                                                  | 3:55                                                                      |                                                                           |                                                                           |                                                                           |                                                                           |                                                                           |                                                                           |                                                                           |
| 5.                                                                        | The Immortal                                                              | 6:48                                                                      |                                                                           |                                                                           |                                                                           |                                                                           |                                                                           |                                                                           |                                                                           |
| 6.                                                                        | Bridge of Destiny                                                         | 8:11                                                                      |                                                                           |                                                                           |                                                                           |                                                                           |                                                                           |                                                                           |                                                                           |
| 7.                                                                        | We Will Rise                                                              | 4:36                                                                      |                                                                           |                                                                           |                                                                           |                                                                           |                                                                           |                                                                           |                                                                           |
| 8.                                                                        | Ravenous                                                                  | 7:20                                                                      |                                                                           |                                                                           |                                                                           |                                                                           |                                                                           |                                                                           |                                                                           |
| 89:16                                                                     |                                                                           |                                                                           |                                                                           |                                                                           |                                                                           |                                                                           |                                                                           |                                                                           |                                                                           |

## Crédits

### Membres du groupe
- Angela Gossow : chant
- Michael Amott : guitare solo, guitare rythmique, chant (titres 10 et 11)
- Christopher Amott : guitare solo, guitare rythmique, chœurs
- Sharlee D'Angelo (en) : basse
- Daniel Erlandsson : batterie
- Per Wiberg : claviers, Mellotron, piano

### Équipe technique et production
- Production, ingénierie, mixage, mastering : Andy Sneap
- Arrangement : Arch Enemy
- Artwork : Cabin Fever Media, Michael Amott
- Pochette : Niklas Sundin